# 谢朗塞勒埃龙
谢朗塞勒埃龙（法語：Chérencé-le-Héron，法語發音：[ʃeʁɑ̃se lə eʁɔ̃]）是法国芒什省的一个市镇，属于圣洛区。

## 地理
谢朗塞勒埃龙（48°48'7"N, 1°11'48"W）面积9.54 平方千米，位于法国诺曼底大区芒什省，该省份为法国西北部沿海省份，西、北、东北三面环大西洋，东起顺时针与卡爾瓦多斯省、奧恩省、马耶讷省和伊勒-维莱讷省接壤。
与谢朗塞勒埃龙接壤的市镇（或旧市镇、城区）包括：圣塞西尔、拉谢斯博杜安、拉沙佩勒塞斯兰、圣让迪科拉伊-德布瓦、圣马丹勒布扬、拉特里尼泰、维勒迪约莱波埃勒-鲁菲尼。

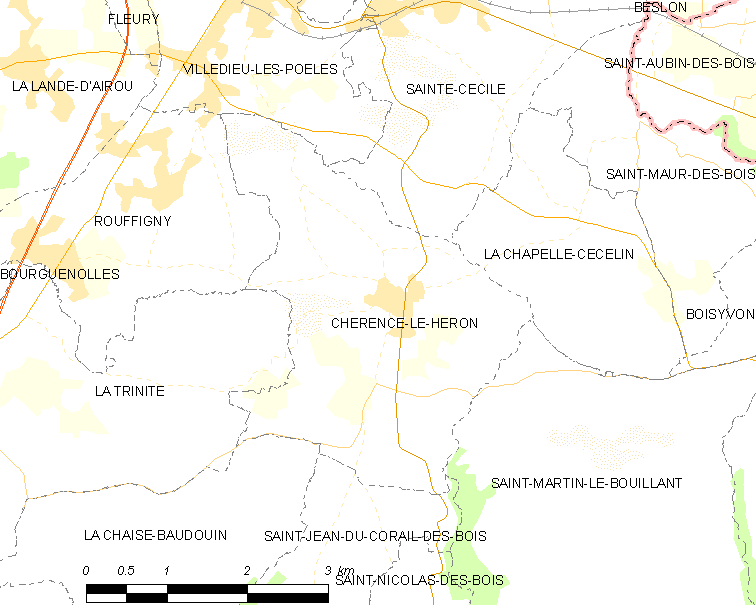
谢朗塞勒埃龙的OSM定位图

谢朗塞勒埃龙的时区为UTC+01:00、UTC+02:00（夏令时）。

## 行政
谢朗塞勒埃龙的邮政编码为50800，INSEE市镇编码为50130。

## 政治
谢朗塞勒埃龙所属的省级选区为维勒迪约莱普瓦勒-鲁菲尼县。

## 人口

1962-2008年间谢朗塞勒埃龙人口变化图示

谢朗塞勒埃龙于2022年1月1日时的人口数量为438人。